# Srebrenica: staden som offrades
Srebrenica: staden som offrades (norsk titel Byen som kunne ofres) är en kontroversiell dokumentärfilm av de norska journalisterna Ola Flyum och David Hebditch. Filmen handlar om Srebrenicamassakern 1995 och i synnerhet vad som ledde fram till denna. Den visades den 26 april 2011 i Norsk rikskringkasting.
Filmen visades i Dokument utifrån i Sveriges Television den 28 augusti 2011. Internationella krigsförbrytartribunalen för det forna Jugoslavien har i ett brev till SVT:s dåvarande VD Eva Hamilton riktat skarpt kritik mot dokumentären och menar att den motsäger vissa av tribunalens domslut.
Andra kritiker menar att dokumentären förnekar det folkmord som begicks i Srebrenica och att filmskaparna ägnar sig åt historierevisionism. Dokumentären fälldes av Granskningsnämnden för radio och TV som menade att den stred mot kravet på opartiskhet, och vilken vidare konstaterade att vissa aspekter av dokumentären kan ses som ifrågasättanden eller förnekelser av folkmordet.